# В'яльбе Олена Валеріївна

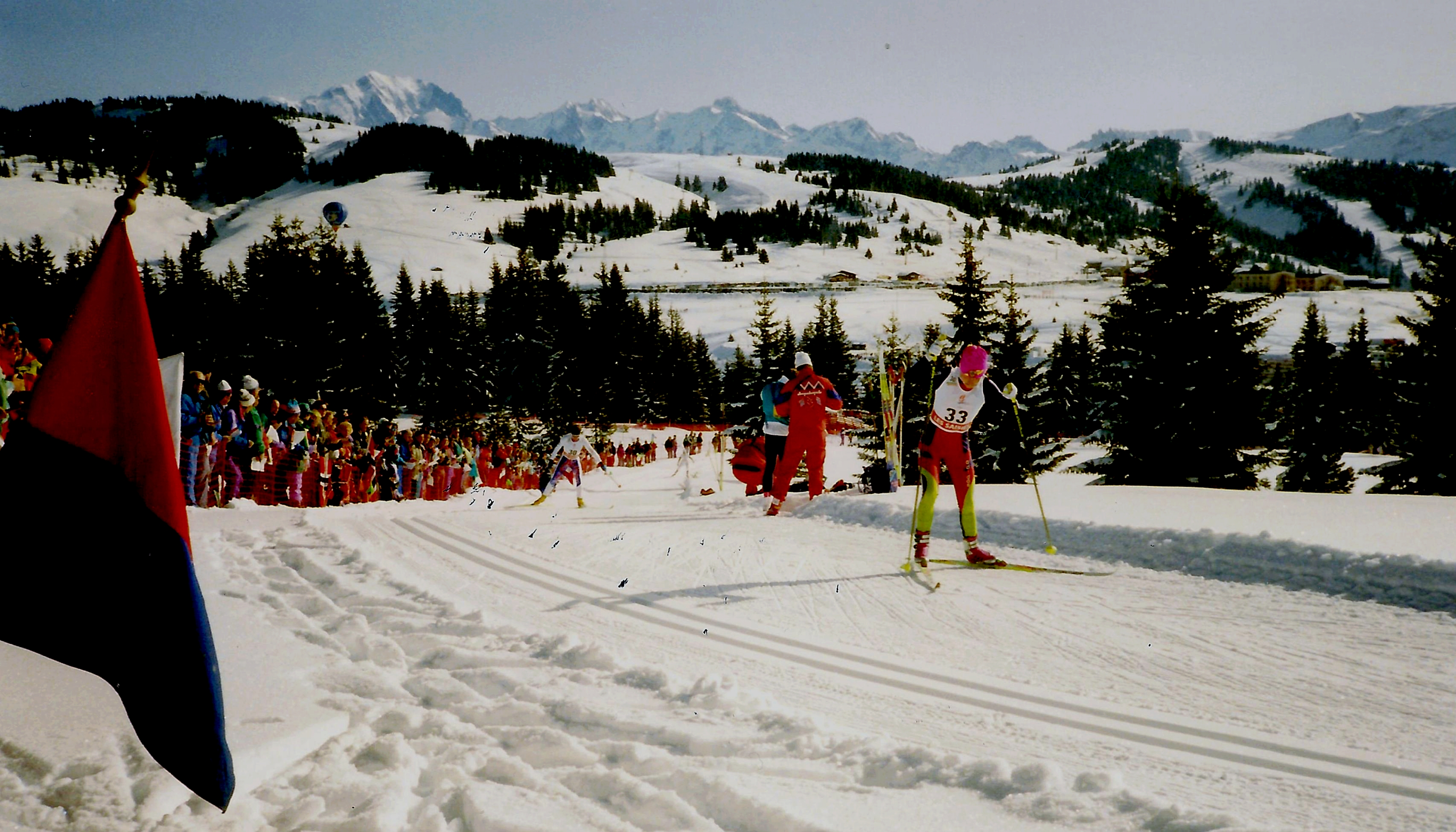
О. В'яльбе на дистанції 30 км на Олімпійських іграх в Альбервілі, 21 лютого 1992 р.

Олена Валеріївна В'яльбе (рос. Елена Валерьевна Вяльбе, при народженні Трубіцина (рос. Трубицына), 20 квітня 1968) — російська лижниця, триразова олімпійська чемпіонка, чотирнадцятиразова переможниця чемпіонатів світу.
Олена В'яльбе була однією з найвизначніших лижниць останнього десятиліття XX століття. Вона 
виборола 14 золотих та дві срібні медалі на чемпіонатах світу, п'ять разів перемагала в загальному заліку Кубка світу, на її рахунку 7 олімпійських медалей. На Олімпіадах, однак, вона виступала не так успішно. Її три золоті медалі - естафетні. В'яльбе перемагала в гонках на 5 км у 1991 та на 15 км у 1992 на Холменколленському лижному фестивалі. Вона нагороджена Холменколленською медаллю у 1992. 
У 2010 В'яльбе була обрана президентом Російської асоціації лижних видів спорту. 
Олена В'яльбе була одружена з естонським лижником Урмасом В'яльбе.
Після початку повномасштабного вторгнення Росії в Україну, заявляла про повну підтримку вторгнення та любові до злочинця Путіна.
В 2024 році заявила, що "як би Росія скинула бомбу на Лондон, росіян би пустили на Олімпіаду".

## Результати змагань

### Чемпіонати світу з лижних видів спорту
23 старти — 17 медалей (14 золотих і 3 сріблих)
| Чемпіонат світу     | Збірна | 5 км | 10 км | 10 км | 15 км | 30 км | Естафета |
| ------------------- | ------ | ---- | ----- | ----- | ----- | ----- | -------- |
| 1989 Лахті          | СРСР   | Н/Д  | 6     | 1     | —     | 1     | 2        |
| 1991 Валь-ді-Ф'ємме | СРСР   | —    | Н/Д   | 1     | 1     | 2     | 1        |
| 1993 Фалун          | Росія  | 4    | Н/Д   | 6     | 1     | 19    | 1        |
| 1995 Тандер-Бей     | Росія  | 4    | Н/Д   | 12    | 2     | 1     | 1        |
| 1997 Тронхейм       | Росія  | 1    | Н/Д   | 1     | 1     | 1     | 1        |

### Кубки світу (5)
| Місце | Спортсмен                 | Очки |
| ----- | ------------------------- | ---- |
| 1     | Олена В'яльбе             | 167  |
| 2     | Гавранчікова Альжбета     | 105  |
| 3     | Тихонова Тамара Івановна  | 93   |
| 4     | Ді Чента Мануела          | 91   |
| 5     | Лазутіна Лариса Євгенівна | 89   |

| Місце | Спортсмен              | Очки |
| ----- | ---------------------- | ---- |
| 1     | Олена В'яльбе          | 220  |
| 2     | Бельмондо Стефанія     | 128  |
| 3     | Єгорова Любов Іванівна | 126  |
| 4     | Естлунд Марі-Хелен     | 112  |
| 5     | Ді Чента Мануела       | 106  |

| Місце | Спортсмен              | Очки |
| ----- | ---------------------- | ---- |
| 1     | Олена В'яльбе          | 169  |
| 2     | Бельмондо Стефанія     | 156  |
| 3     | Єгорова Любов Іванівна | 152  |
| 4     | Роліг Мар'ют           | 122  |
| 5     | Нільсен Елін           | 98   |

|
Сезон 1994/1995
| Місце | Спортсмен                  | Очки |
| ----- | -------------------------- | ---- |
| 1     | Олена В'яльбе              | 1060 |
| 2     | Гаврилюк Ніна Василівна    | 840  |
| 3     | Лазутіна Лариса Євгенівна  | 785  |
| 4     | Данилова Ольга Валеріївна  | 547  |
| 5     | Зав'ялова Ольга Вікторівна | 395  |

|
Сезон 1996/1997
| Місце | Спортсмен                 | Очки |
| ----- | ------------------------- | ---- |
| 1     | Олена В'яльбе             | 940  |
| 2     | Бельмондо Стефанія        | 909  |
| 3     | Нойманова Катержина       | 525  |
| 4     | Гаврилюк Ніна Василівна   | 518  |
| 5     | Данилова Ольга Валеріївна | 414  |

### Результати на Кубках світу
| Сезон   | Генеральний залік | Генеральний залік | Дистанційні види | Дистанційні види | Спринт | Спринт |
| Сезон   | Очки              | Місце             | Очки             | Місцео           | Очки   | Місце  |
| ------- | ----------------- | ----------------- | ---------------- | ---------------- | ------ | ------ |
| 1986/87 | 19                | 23.               | -                | -                | -      | -      |
| 1987/88 | -                 | -                 | -                | -                | -      | -      |
| 1988/89 | 167               | 1.                | -                | -                | -      | -      |
| 1989/90 | 137               | 2.                | -                | -                | -      | -      |
| 1990/91 | 220               | 1.                | -                | -                | -      | -      |
| 1991/92 | 169               | 1.                | -                | -                | -      | -      |
| 1992/93 | 710               | 2.                | -                | -                | -      | -      |
| 1993/94 | 570               | 3.                | -                | -                | -      | -      |
| 1994/95 | 1060              | 1.                | -                | -                | -      | -      |
| 1995/96 | 945               | 2.                | -                | -                | -      | -      |
| 1996/97 | 940               | 1.                | 340              | 1.               | 472    | 2.     |
| 1997/98 | 246               | 12.               | 136              | 5.               | 110    | 18.    |

## Кінематограф
- х/ф «Білий сніг» (Росія, 2021) - біографічний фільм про спортивні досягнення О. В. В'яльбе